# Korte smalboktor
De korte smalboktor (Pachytodes cerambyciformis synoniem: Judolia cerambyciformis) is een keversoort uit de familie van de boktorren (Cerambycidae). De wetenschappelijke naam van de soort werd voor het eerst geldig gepubliceerd in 1781 door Schrank. De korte smalboktor komt voor in grote delen van Europa tot in Klein-Azië, maar ontbreekt in de noordelijke gebieden. In Midden-Europa is het een van de meest voorkomende soorten, vooral in heuvel- en bergachtige streken.

## Beschrijving
De 7 - 11 mm grote kever is voor een boktor tamelijk gedrongen. De bruingele dekschilden met zwarte vlekken zijn slechts ongeveer twee keer zo lang als breed en naar achter duidelijk versmald. Soms ontbreken de zwarte vlekken. Er zijn veertig verschillende vlekkentekeningen bekend. De soort lijkt op Pachytodes erraticus.

## Leefwijze
De levenscyclus duurt twee jaar. De larve leeft op de wortels van verschillende loof- en naaldbomen. Van april tot mei verlaat de larve de boomwortels en verpopt in een kleine holte in de grond. Vanaf juni tot augustus zijn de kevers te zien. Ze komen vaak voor op bloemen.
| Vergelijking van Pachytodes cerambyciformis met Pachytodes erraticus                                 | Vergelijking van Pachytodes cerambyciformis met Pachytodes erraticus                                  | Vergelijking van Pachytodes cerambyciformis met Pachytodes erraticus                                                                  |
| --- | --- | --- |
| Dekschilden, uitsnede op de hoogte van de middelste band, rechts dekschildnaad                       | Dekschilden, uitsnede op de hoogte van de middelste band, rechts dekschildnaad                        | Achterpoot, uitsnede |
| | | |
| Afbeelding 3: P. cerambyciformis                                                                     | | |
| | | |
| Afbeelding 1: P. cerambyciformis mat oppervlak door putjes grof afstand tussen de putjes graatvormig | Afbeelding 2: P. erraticus glanzend oppervlak door putjes minder grof afstand tussen de putjes groter | Afbeelding 4:P. erraticus zwarte balkjes: lengte van het 3. tars- lid met diepte van de inkeping groene lijn: eind van het 4. tarslid |